# Vintere, Bihor
Vintere (în maghiară Venter) este un sat în comuna Holod din județul Bihor, Crișana, România.

## Scurt istoric
Așezare depopulată pe timpul Marii Epidemii de Ciumă (1347-50). Meszesi Demeter, episcop de Oradea încearcă disperat să repopuleze satul Vintere/Felventer oferind voievodului vlah Petru, fiul lui Stanislai, libertatea de a așeza vlahi pe domeniul episcopiei, precum și alte favoruri (numirea un preot ortodox, anularea colectei). Scrisoarea episcopală din anul 1349 reprezintă totodată prima atestare documentară a unui preot ortodox în Ardeal.
În anul 1552 este menționat ca fiind posesiune a lui Dobó István, viitor voievod al Transilvaniei (1553-56).
La începutul secolului al XIX-lea apare ca posesiune a episcopiei greco-catolice împreună cu pusta Brătești. Cel care a donat bisericii satul a fost Ștefan Vaida (Vajda István), ultimul nobil de Vintere și care moare fără urmași!

## Demografie
La recensământul din 1930 au fost înregistrați 1.583 locuitori, dintre care 1.440 greco-catolici, 67 baptiști, 39 ortodocși, 22 mozaici, 9 reformați și 6 romano-catolici.

## Personalități
- Ioan M. Anton (1924 - 2011), profesor doctor inginer, academician român, membru PCR;
- Iuliu Hirțea (1914 - 1978), episcop clandestin greco-catolic;
- Florica Cherecheș, (1960 -), politician, membru al Camerei Deputaților.